# Лашманова, Елена Анатольевна
Еле́на Анато́льевна Лашма́нова (род. 9 апреля 1992, Саранск) — российская легкоатлетка (спортивная ходьба). Выиграла золото на дистанции 20 км на Олимпийских играх 2012 года в Лондоне и на чемпионате мира 2013 года в Москве. 21 марта 2022 года была дисквалифицирована на два года за нарушение антидопинговых правил и будет лишена обеих медалей после аннулирования всех результатов, показанных в период с 18 февраля 2012 года по 3 января 2014 года.
Заслуженный мастер спорта России (20 августа 2012 года).
С 26 февраля 2014 по 2016 год отбывала двухлетнюю дисквалификацию за употребление допинга.

## Биография
Родилась в Саранске в семье Анатолия и Наили Лашмановых. Отец по национальности мокша, а мать татарка. У Елены есть родной старший брат Дмитрий. До спортивной ходьбы занималась танцами, волейболом и настольным теннисом.

## Спортивная карьера
В возрасте 13 лет вместе с подружкой записалась в секцию спортивной ходьбы, её первым тренером стала Наталья Александровна Янгляева (Негодова). Под её руководством Лашманова выступила на чемпионате России 2007 года, который проходил в Чебоксарах с 15 по 17 июня. На чемпионате она заняла 14-е место в ходьбе на 5000 метров среди девушек 1990—1991 г.р. Затем тренировалась у супругов Начаркиных. В 2008 году впервые приняла участие в международных соревнованиях, это был юношеский матч пяти стран в Ялте. На этом матче она заняла 2-е место в ходьбе на 5000 метров, показав результат 23.02,43. В 2009 году её новым тренером стал Виктор Михайлович Чёгин. 11 июля 2009 года приняла участие в чемпионате мира среди юношей, где заняла 1-е место в с/х на 5000 метров — 22.55,45. 2 августа Елена выступила на IV летней Спартакиаде учащихся России, который проходил в Пензе. Она выиграла заход на 5000 метров с личным рекордом 21.29,30. С этим результатом она заняла первое место в списке лучших результатов в мире за 2009 год. С 2009 года является студенткой биологического факультета Мордовского госуниверситета.
В 2010 году она начала выступать в категории юниорок, основной дистанцией которых является 10 000 метров. Спортивный сезон Елена начала с участия в чемпионате России, который состоялся в Сочи 21 и 22 февраля. В с/х на 10 000 метров среди юниорок она финишировала на 4-м месте, показав время 45.32. Этот результат был выше норматива мастера спорта международного класса России. Чуть позже она стала чемпионкой мира среди юниоров, который проходил в канадском городе Монктон. Заход на 10 000 метров она выиграла со временем 44.11,90. Этот результат стал лучшим в мире в 2010 году.
В 2011 году её первыми крупными соревнованиями стал чемпионат России в Сочи, на котором она заняла 2-е место с результатом 43.41. 21 мая выиграла Кубок Европы в с\х на 10 километров с личным рекордом — 43.10. 21 июля 2011 года Елена выиграла чемпионат Европы среди юниоров в Таллине. В заходе на 10 000 метров она показала результат 42.59,48 — это время стало новым мировым рекордом среди юниоров. Этот рекорд простоял 3 года, и был превзойдён 23 июля 2014 года чешской легкоатлеткой Анежкой Драготовой — 42.47,25.
C 2012 года начала выступать на дистанции 20 километров. 18 февраля заняла 2-е место на чемпионате России, показав время 1:26.30. Она более минуты уступила победительнице Эльмире Алембековой. 13 мая стала победительницей Кубка мира по спортивной ходьбе, который проходил в её родном Саранске. Она выиграла с результатом 1:27.38, опередив на 55 секунд занявшую 2-е место Ольгу Каниськину. 6 июля Всероссийская федерация лёгкой атлетики объявила состав олимпийской сборной России по лёгкой атлетике, в числе которых была Елена Лашманова. Заход на 20 километров на Олимпиаде в Лондоне состоялся 11 августа. С самого старта заход возглавила Ольга Каниськина, за ней в непосредственной близости была китаянка Лю Хун. За ними с небольшим отставанием шла лидирующая группа, включая Лашманову. Первые четыре километра Елена шла на 8-й позиции. Постепенно обгоняя своих соперниц, к отметки 12 километров она вышла на 3-е место, хотя отставание от лидера было 43 секунды. К отметке в 16 километров Елена вышла на 2-е место и далее начала постепенно приближаться к лидирующей Каниськиной. За 2 километра до финиша она проигрывала лидеру 17 секунд. Когда до финиша оставалось около 200 метров, Лашманова вышла на первое место и выиграла олимпийское золото с новым мировым рекордом — 1:25.02, который и по сей день остаётся непревзойдённым. Елена Лашманова превзошла предыдущий мировой рекорд Веры Соколовой — 1:25.08. Она стала самой молодой олимпийской чемпионкой по спортивной ходьбе.
Сезон 2013 года начала с победы на чемпионате России — 1:25.49. Затем она выиграла 2 этапа IAAF Race Walking Challenge. 17 марта она стала победительницей соревнований Grande Prémio Internacional de Rio Maior em Marcha Atlética с результатом 1:28.19. 1 мая выиграла международные соревнования Coppa Città di Sesto San Giovanni в итальянском городе Сесто-Сан-Джованни с результатом 1:32.07. На чемпионате мира 2013 года в Москве заняла первое место в спортивной ходьбе на дистанции 20 километров.

## Достижения
| Год  | Турнир                                 | Город                  | Место | Дистанция | Результат     |
| ---- | -------------------------------------- | ---------------------- | ----- | --------- | ------------- |
| 2009 | Чемпионат мира среди юношей            | Брессаноне, Италия     | 1     | 5000 м    | 22.55,45      |
| 2010 | Чемпионат мира среди юниоров           | Монктон, Канада        | 1     | 10 000 м  | 44.11,90      |
| 2011 | Чемпионат Европы среди юниоров         | Таллин, Эстония        | 1     | 10 000 м  | 42.59,48 WJR* |
| 2012 | Кубок мира по спортивной ходьбе        | Саранск, Россия        | 1     | 20 км     | 1:27.38       |
| 2012 | Летние Олимпийские игры 2012           | Лондон, Великобритания | 1     | 20 км     | 1:25.02 WR*   |
| 2013 | Чемпионат мира по лёгкой атлетике 2013 | Москва, Россия         | 1     | 20 км     | 1:27.08       |

## Награды
- Орден Дружбы (13 августа 2012 года) — за большой вклад в развитие физической культуры и спорта, высокие спортивные достижения на Играх XXX Олимпиады 2012 года в городе Лондоне (Великобритания)[30]

## Допинг
В 2014 году антидопинговая комиссия Всероссийской федерации легкой атлетики дисквалифицировала Елену Лашманову на два года за нарушение антидопинговых правил. Дисквалификация продлилась с 26 февраля 2014 года по 25 февраля 2016 года. Положительная допинг-проба была взята у Елены Лашмановой 4 января 2014 года в Саранске в рамках внесоревновательного контроля. При анализе пробы спортсменки были обнаружены метаболиты вещества GW501516, относимого Всемирным антидопинговым агентством к классу запрещённых веществ S4.5 (гормоны и модуляторы метаболизма). GW501516 является субстанцией, разработанной британским фармацевтическим концерном GlaxoSmithKline для лечения ожирения, это вещество оказывает влияние на экспрессию гена PPAR-δ. Ген PPAR-δ, в свою очередь, играет ключевую роль в расщеплении жиров и в трансформации мышечных волокон «быстрого», но маловыносливого типа в «медленный», но очень выносливый тип мышечных волокон. GW501516 не является разрешённой лекарственной формой, а лишь проходит первые этапы клинических исследований, и его использование может иметь непредсказуемые последствия (при испытаниях на крысах была выявлена высокая канцерогенность препарата).
Дисквалификация Лашмановой стала 13-й по счёту в группе тренера Виктора Чёгина.
В марте 2022 года Елена Лашманова дисквалифицирована на два года за нарушение антидопинговых правил, решение принято на основании базы данных Московской антидопинговой лаборатории (LIMS). Дисквалификация отсчитывается с 9 марта 2021 года. Аннулированы результаты спортсменки, показанные в период с 18 февраля 2012 по 3 января 2014 года. Таким образом, Лашманова будет лишена золотых медалей Олимпиады-2012 в Лондоне и чемпионата мира-2013 в Москве.

## Карьера после дисквалификации
Из-за дисквалификации ВФЛА Лашманова, как и другие российские спортсмены, выступает на внутренних соревнованиях.
25 июня 2016 года Лашманова победила в своём первом старте после дисквалификации, показав лучшее время на дистанции 20 км на чемпионате России в Чебоксарах — 1:24,58 . Второй была Екатерина Медведева, а третьей Мария Пономарёва. Все девушки представляли Мордовию. 30 декабря 2016 года выиграла чемпионат Мордовии в помещении, на дистанции 5 км, показав время 20 минут 15. 6 секунд. Второе место заняла Екатерина Медведева, а третье — Софья Бродацкая.
19 февраля 2017 года Елена Лашманова победила на зимнем чемпионате России по спортивной ходьбе. Второй и третьей стали Екатерина Медведева и Софья Бродацкая. В июне в Чебоксарах снова победила. Второй была Екатерина Медведева, а третьей Мария Пономарёва. 30 декабря 2017 года стала третьей на чемпионате Мордовии. Первое место заняла Мария Пономарёва, а второй Эльвира Хасанова.
В феврале 2018 года на чемпионате России в Сочи одержала победу. В марте 2018 года одержала победу на Кубке Станкиной. В июне 2018 года поставила мировой рекорд, однако он не засчитан из-за дисквалификации ВФЛА. 30 декабря выиграла зимний чемпионат Мордовии.
В феврале 2019 года выиграла командный чемпионат России. В марте победила на Кубке Станкиной. В июне стала чемпионкой на дистанции 20 км. В конце года победила на зимнем чемпионате Мордовии.
Пропустив февральский чемпионат 2020 года из-за болезни и часть года из-за пандемийных ограничений, в сентябре завоевала золото на дистанции 50 км с рекордом России и лучшим результатом сезона в мире. В декабре 2020 года выиграла зимний чемпионат Мордовии по спортивной ходьбе.
14 марта 2021 года выиграла Кубок Мордовии по спортивной ходьбе в помещении, придя первой; второе и третье места заняли Эльмира Алембекова и Эльвира Хасанова. В мае выиграла летний чемпионат России, придя к финишу первой.

## Личная жизнь
О своей личной жизни спортсменка говорит, что будет устраивать её только после завершения карьеры, ездит на Мерседесе, который ей подарил за победу на ОИ-2012 глава Мордовии, но при этом продала Ауди, подаренное президентом России.